# Ledreborg

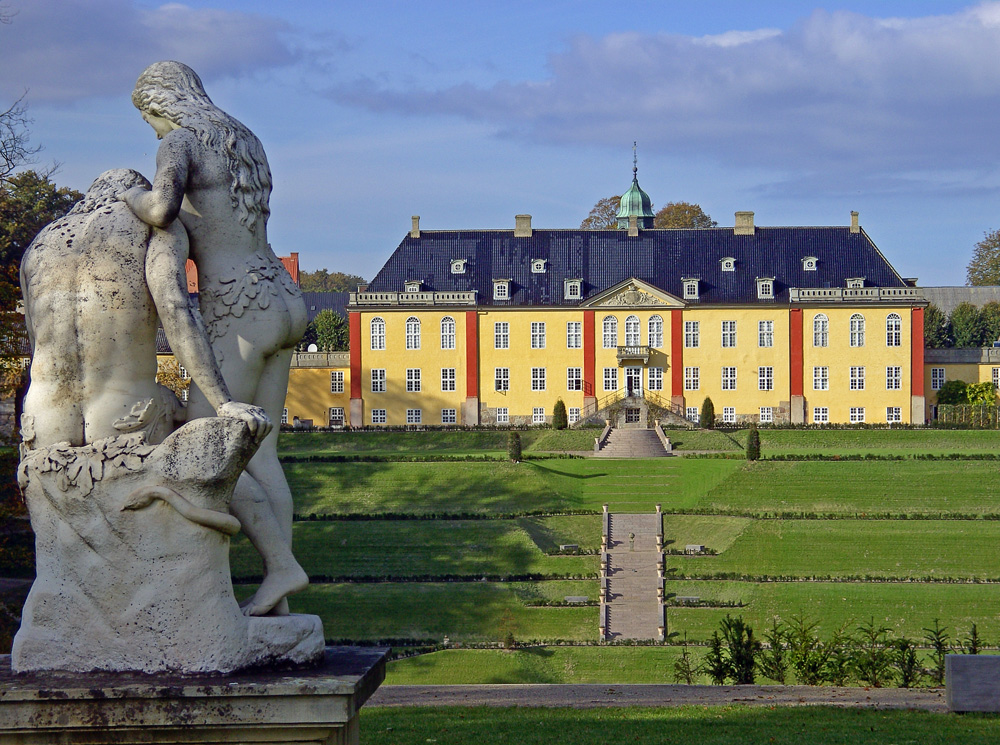
Ledreborg (2006)

Ledreborg är ett danskt gods och slott, 10 kilometer söder om Roskilde.
Ledreborg tillhörde på 1400-talet danska kronan, innehades sedan av flera ägare och såldes 1739 till Johan Ludvig Holstein, som 1746 upprättade grevskapet Ledreborg, vilket upphörde 1926. Ledreborg har dock fortsatt gå i arv inom ätten. Huvudbyggnaden är uppförd i dansk barock 1743.